# Pamelyn Chee
Pamelyn Chee (nació en Pulau Tekong, Singapur el 13 de marzo de 1984) es una actriz de cine y teatro internacional singapurense. Acaba de terminar una serie de televisión francesa, que estará al aire en Europa el año próximo, llamada Déjà Vu, en su segunda temporada. 

## Biografía
Nació en Pulau Tekong, Singapur el 13 de marzo de 1984. Se graduó de la Universidad de Nueva York en 2002 como licenciada de comunicación. Está radicada en Nueva York desde hace siete años, y volvió a Singapur para hacer una película de Channel 8 Drama, titulada Your Hand In Mine. Ahora vive en Los Ángeles. Ha aparecido en varias revistas como Straits Times, The Electric New Paper, ¡Exclaim, FH, First, Bazaar, Female, Variety, entre otras. Estudio dos años en la Universidad de Cambridge actuación e inglés, estudio técnica comercial en TVI studios, NYC y danzas y teatro en el Theatre Ox. Recientemente hizo un filme para Channel 5 Telemovie llamada A Kucinta Family Reunión.

## Filmografía
- Shanghai Hotel (2009) (posproducción) Yoda
- The Child Within (2009) Jade
- Riverside (película) (2009) Chica Punk
- Pulau Hantu (2008) (TV) Sargento Junny Fong
- The Princess of Nebraska (2007) X-Lead
- Body/Antibody (2007) Mujer de Falun Gong
- December Ends (2006) Propietaria de la tienda de antigüedades
- A Rainy Day (2004) Florencia
- Beach.Ball.Babes (Capitan)
- Little Nyonya (Lie Bei Er)
- Bloggers (Lucy)
- Running Dog (Tun)
- Ten and Two (Sara)
- Exhibit 42 (Seven)
- Nag Me Senseless (Alexis)
- Pushing the Limit (Kiki Chu)
- No Easy Way Out (Diamond)
- The MAC (sexy Lady)
- Bullet Ballet (Pam)